# Варминска архиепархия
Варминската архиепархия (на полски: Archidiecezja warmińska; на латински: Archidioecesis Varmiensis) е една от 14-те архиепархии на католическата църква в Полша, западен обред. Част е от Варминската митрополия.
Варминската епархия е създадена на 29 юли 1243 година от папа Инокентий IV. Издигната е в ранг на архиепископия и център на новосъздадената Варминска митрополия на 25 март 1992 година с булата „Totus Tuus Poloniae Populus“ на папа Йоан-Павел II. Заема площ от 12 000 км2 и има ок. 659 000 верни. Седалище на архиепископа е град Олщин.

## Деканати
В състава на архиепархията влизат тридесет и три деканата.
| - Деканат „Бартошице“ - Деканат „Барчево“ - Деканат „Бискупец Решелски“ - Деканат „Бранево“ - Деканат „Грунвалд“ - Деканат „Гурово Илавецке“ - Деканат „Добре Място“ - Деканат „Йежьорани“ - Деканат „Кентшин I-полудньови захуд“ - Деканат „Кентшин II-пулноци всхуд“ - Деканат „Козлово“ | - Деканат „Лидзбарк Вармински“ - Деканат „Лукта“ - Деканат „Мронгово I“ - Деканат „Мронгово II“ - Деканат „Ниджица“ - Деканат „Олщин I-Шрудмешче“ - Деканат „Олщин II-Затоже“ - Деканат „Олщин III-Гутково“ - Деканат „Олщин IV-Яроти“ - Деканат „Олщин V-Корморан“ - Деканат „Олщинек“ | - Деканат „Орнета“ - Деканат „Оструда I-всхуд“ - Деканат „Оструда II-захуд“ - Деканат „Пасим“ - Деканат „Пененжно“ - Деканат „Решел“ - Деканат „Розоги“ - Деканат „Семпопол“ - Деканат „Фромборк“ - Деканат „Швьонтки“ - Деканат „Шчитно“ |